# Hovgården
Hovgården je název zaniklého středověkého sídla na ostrově Adelsö v jezeře Mälaren západně od dnešního Stockholmu. V současnosti je to archeologická lokalita. Osada byla založena Vikingy v 7. století a opuštěna v 10. století. Nachází se zde pozůstatky domu obývaného zdejším králem (Alsnö hus), mohylový hřbitov a runové kameny. V blízkosti ruin se nachází románský kostel, který patří k nejstarších křesťanským objektům ve Švédsku.
V roce 1993 byl Hovgården s blízkou Birkou zapsán na seznam světového dědictví UNESCO.

## Galerie

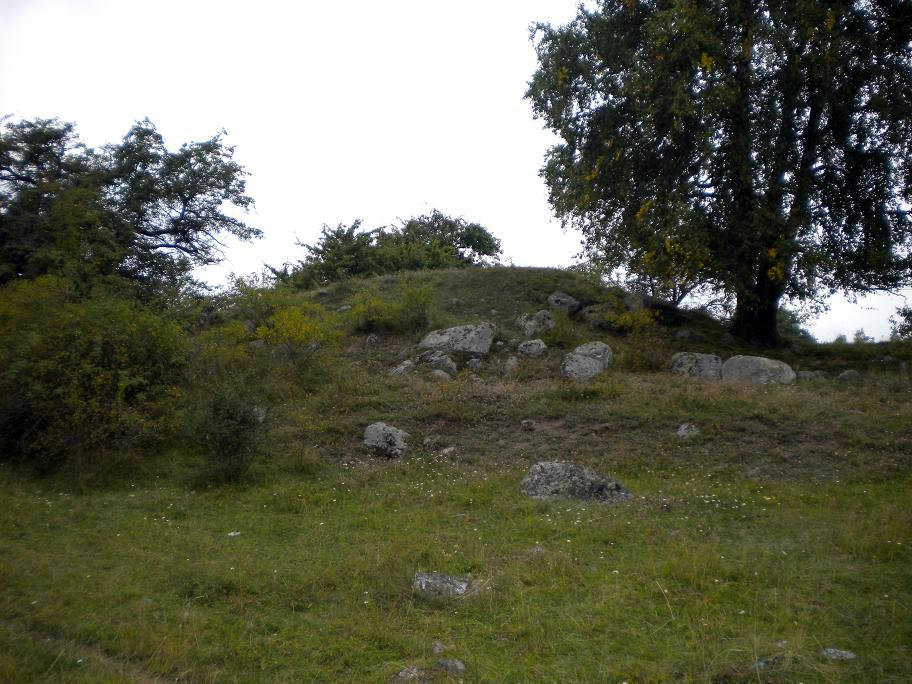
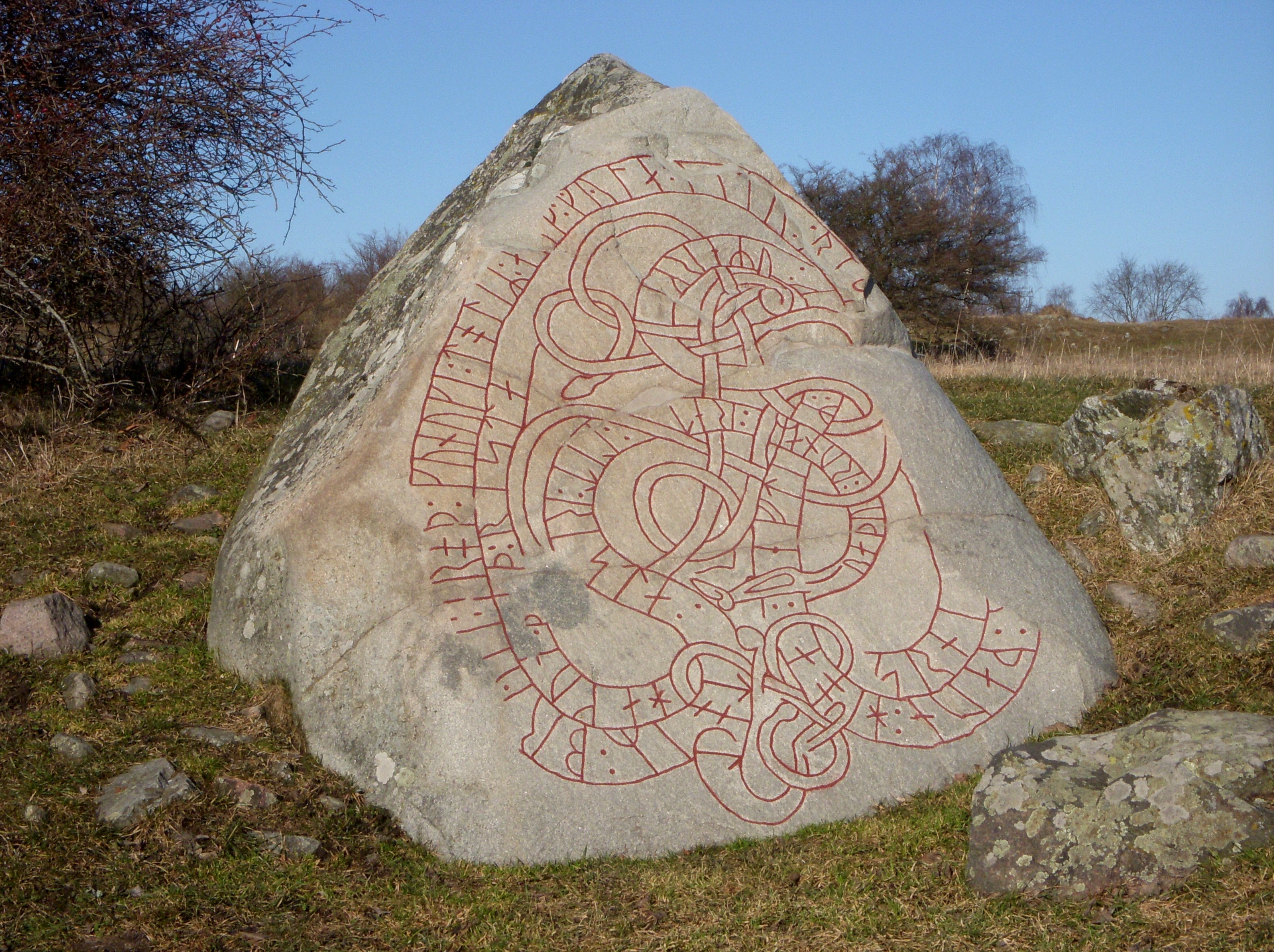
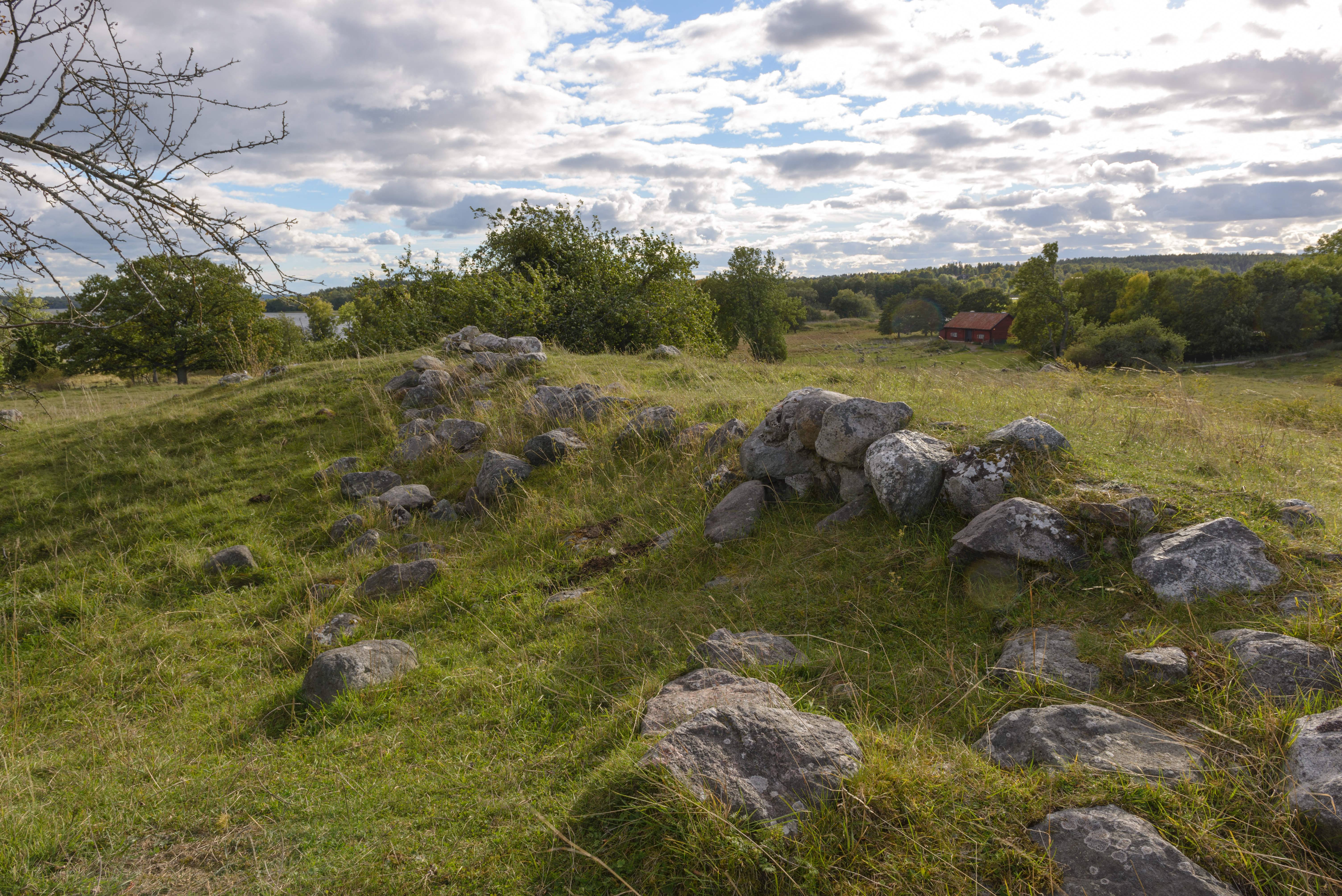
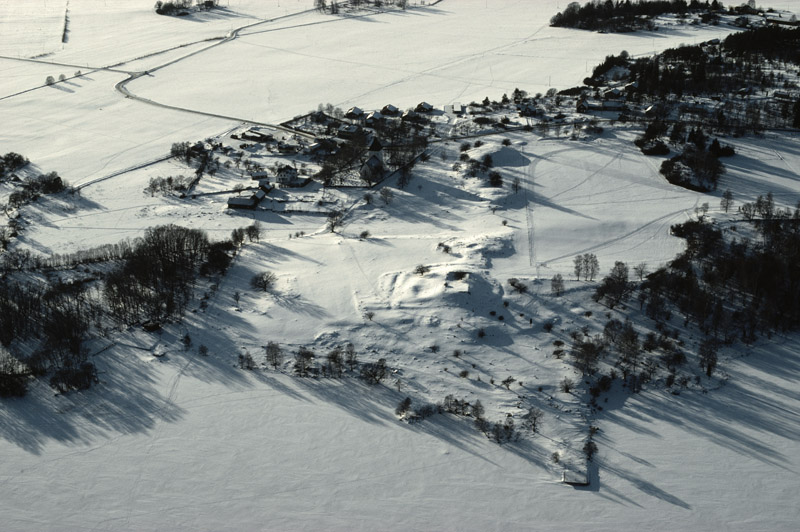